# Street Fight (Wrestling)
Street Fight oder Streetfight bezeichnet eine Variante des Brawl. Während der Brawl sich aus einem Match heraus entwickelt, entsteht der Street Fight spontan zwischen zwei Wrestlern. Kennzeichnend für einen Street Fight ist, dass die Wrestler Straßenkleidung tragen und während dieser Matchart den Ring und den Veranstaltungsort verlassen, um ihre Auseinandersetzung auch auf der Straße zu führen. Der Einsatz verschiedener Gegenstände ist erlaubt, aber für einen Street Fight nicht zwingend erforderlich. Heute wird der Street Fight fälschlicherweise vielfach mit dem Hardcore-Wrestling gleichgesetzt. Street Fights sind vielmehr als Vorläufer des Extreme Wrestling anzusehen, aus dem sich das Hardcore-Wrestling entwickelt hat.